# Amanda Simpson
Pour les articles homonymes, voir Simpson.
Amanda Renae Simpson, née le 26 mars 1961 à Chicago (Illinois, États-Unis), est la vice-présidente du département de recherche et technologie chez Airbus Americas et a été secrétaire adjointe de la Défense des États-Unis pour « l'énergie opérationnelle » entre 2015 et 2016.
Au moment de sa nomination au poste de conseillère technique principale au bureau de l'industrie et de la sécurité en 2010, elle est devenue la première femme ouvertement trans nommée par une administration présidentielle.